# Astronesthes similus
Astronesthes similus är en fiskart som beskrevs av Parr 1927. Astronesthes similus ingår i släktet Astronesthes och familjen Stomiidae. Inga underarter finns listade.

## Bildgalleri

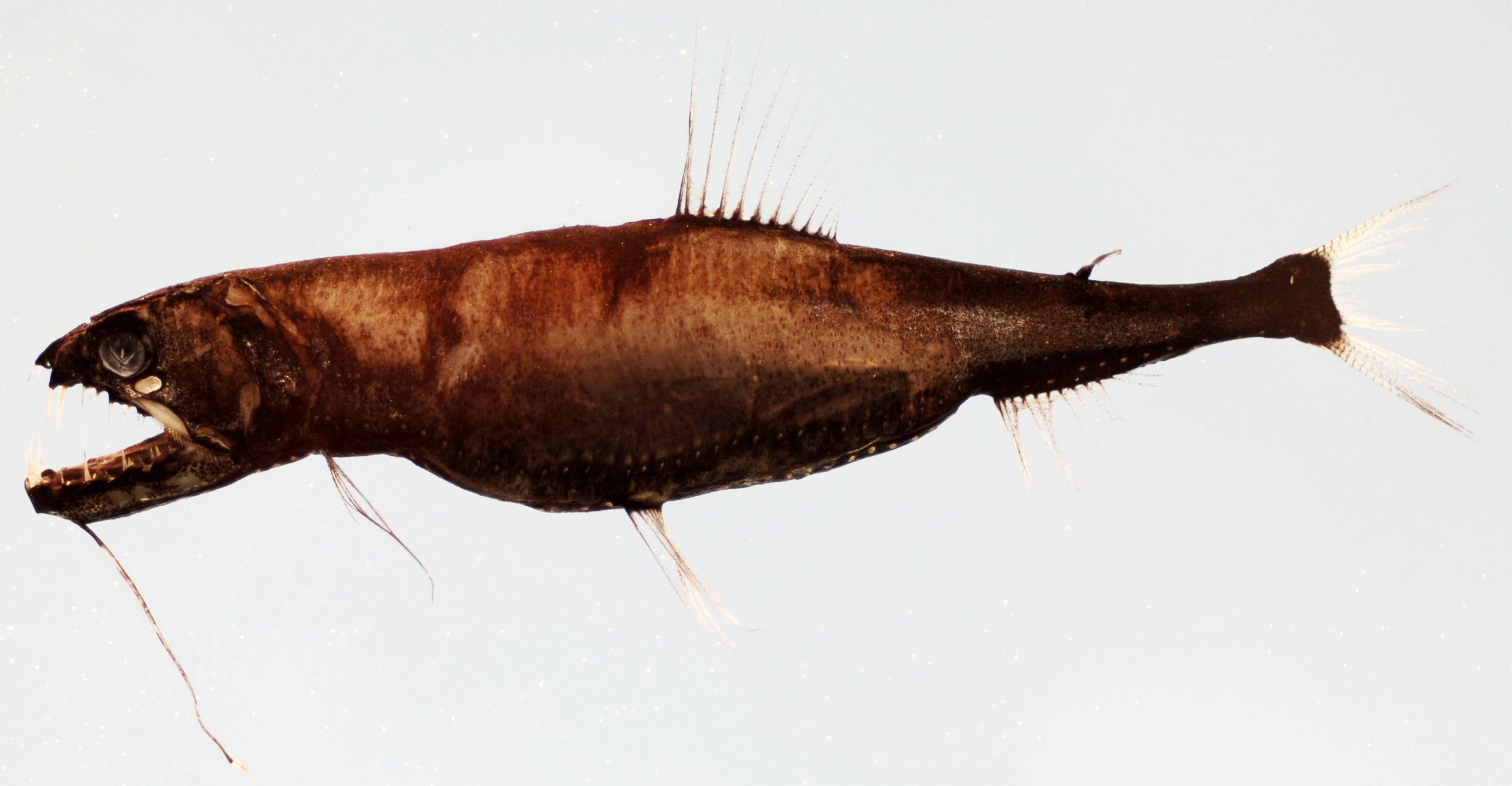
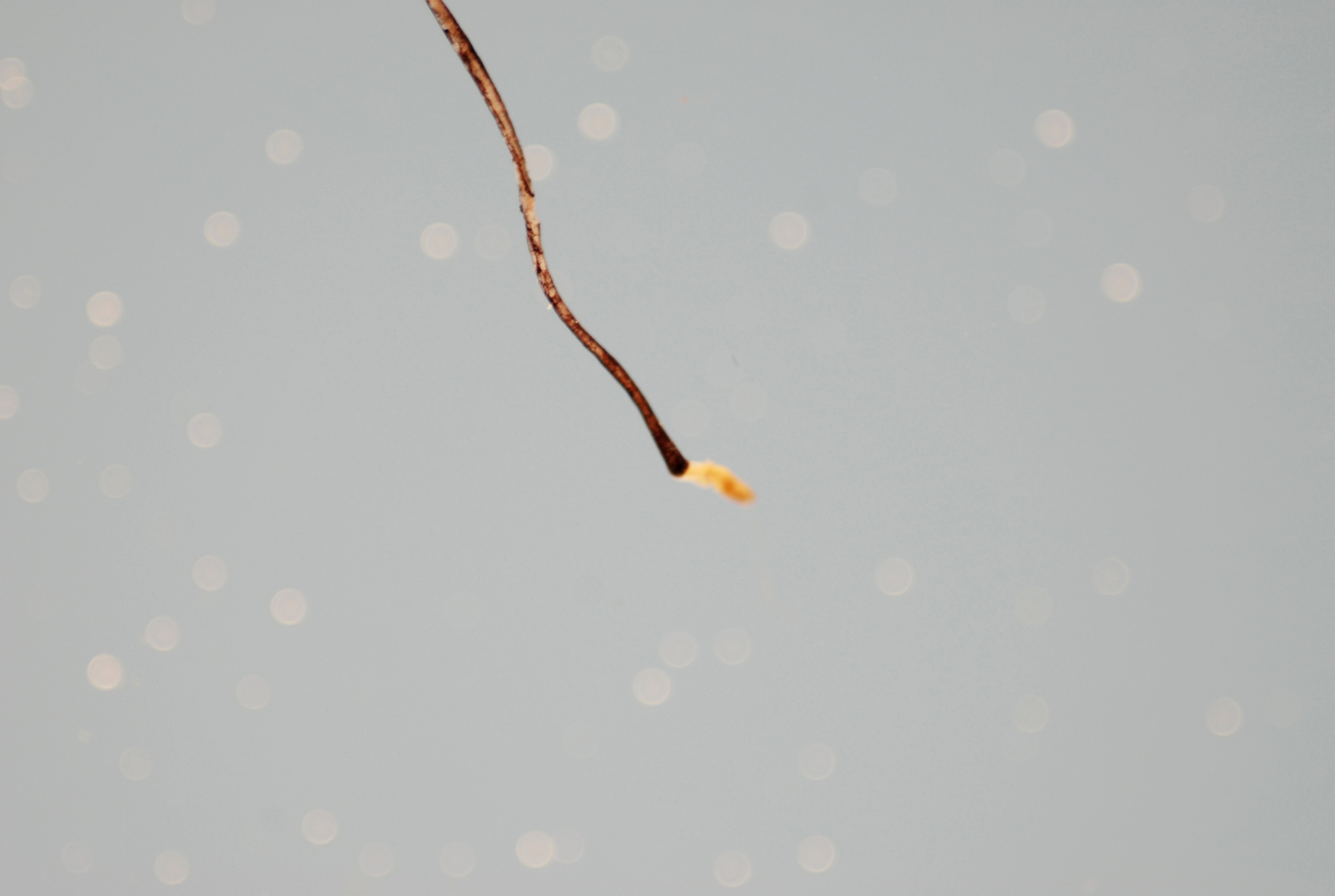